# 卡韦松德瓦尔德拉杜埃
卡韦松德瓦尔德拉杜埃，是西班牙卡斯蒂利亚-莱昂巴利亚多利德省的一个市镇。总面积10平方公里，总人口45人（2001年），人口密度5人/平方公里。